# Szegfűszeg
A szegfűszeg (Syzygium aromaticum, régi nevén: Caryophyllus aromaticus) a 18. századig csak őshazájában, a Maluku-szigeteken termett, és halálbüntetés járt annak, aki ki akarta csempészni. Manapság főleg a trópusi Afrikában, Zanzibáron és Madagaszkáron termesztik.

## Megjelenése, termesztése
Ennek a 15–20 méter magasra is megnövő, meleg- és vízigényes mirtuszfélének a levelei lándzsásak, örökzöldek. Halványlilás-rózsaszínű virágai a hajtások csúcsain nyílnak.
A fűszert a pirosló virágbimbókból készítik: a zsenge bimbókat pálmalevélbe csomagolva szárítják, amíg a közismert barnára nem sötétednek. A fiatal bimbók a legillatosabbak. Alakjuk szögre emlékeztet, innen a szegfűszeg név.
Trópusi, meleg- és vízigényes növény. Magvetéssel szaporítható. A magoncok csak 9–12 éves korukban kezdenek virágozni.

## Felhasználása
Kesernyés, kissé égető, erősen aromás ízét a sok illóolaj adja: ezt a likőriparban és kozmetikai szerek gyártásához is felhasználják.  A jó minőségű szegfűszeg szétnyomva olajat enged, vízbe téve fejjel lefelé süllyed. Pikáns mártások, paradicsomos és boros ételek, páclevek és főleg sütemények ízesítésére használják. Savanyúságokba is tehető, finom, különleges ízárnyalatot ad a savanyúságnak. Fahéjjal kombinálva többféle – főleg gyümölcsös, illetve alkoholos – italt ízesítenek vele.
Nemcsak a szárított bimbót használják, hanem a virágot is – Indonéziában például cigaretta illatosítására is. A bimbójából, szárából, leveléből és magjából sajtolt illatos olajat a gyógyászatban alkalmazzák. A szegfűszegolajban sok (15% körül) az eugenol, ami a vanillin egyik fő aromaanyaga. A VIII. Magyar Gyógyszerkönyvben  Caryophylli floris aetheroleum     néven hivatalos drog.  

Fájdalomcsillapító hatása van, így hasznos lehet pl. ízületi gyulladásokban, de akár fogfájás esetén is.

## Képek

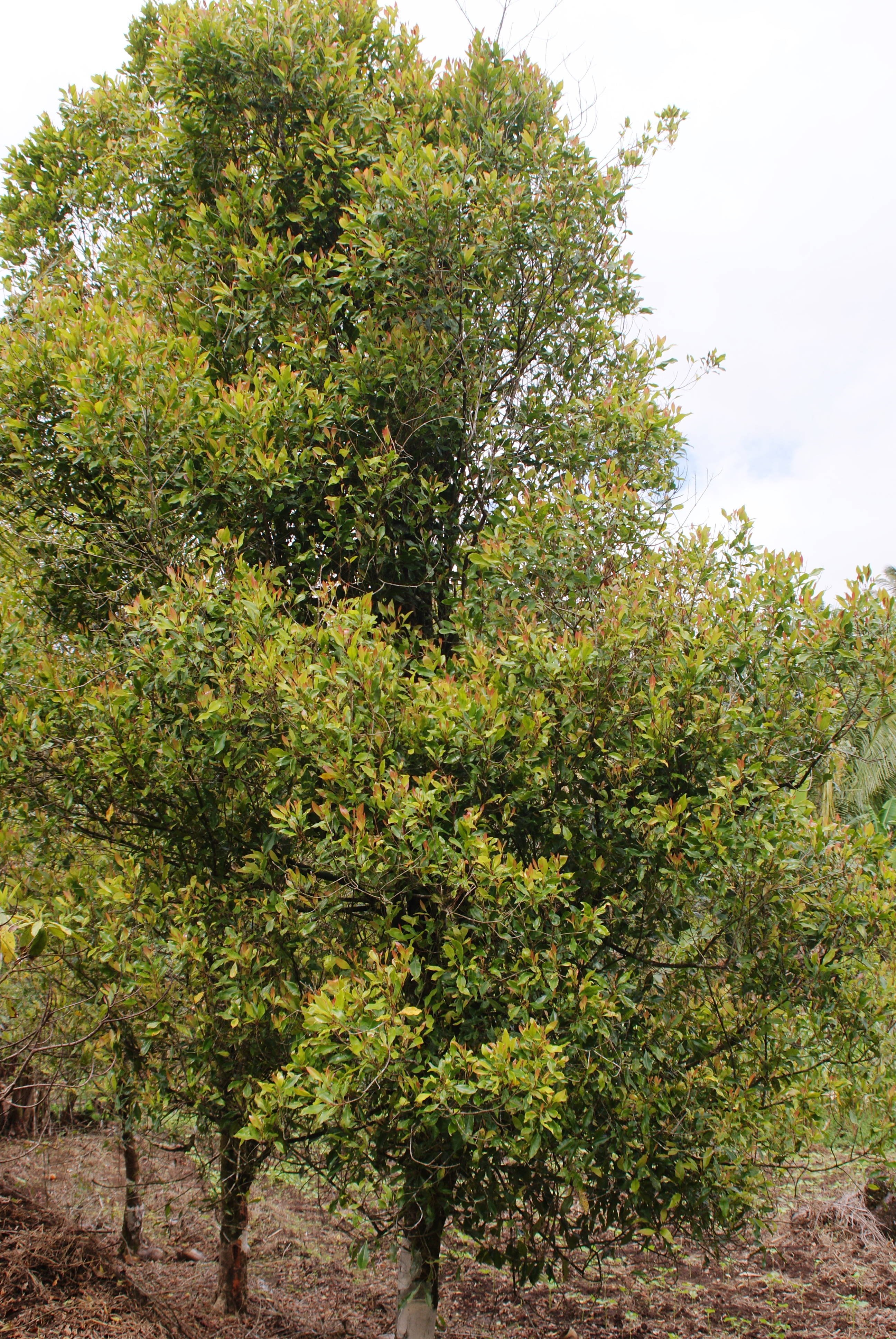
Szegfűszeg fa habitusa
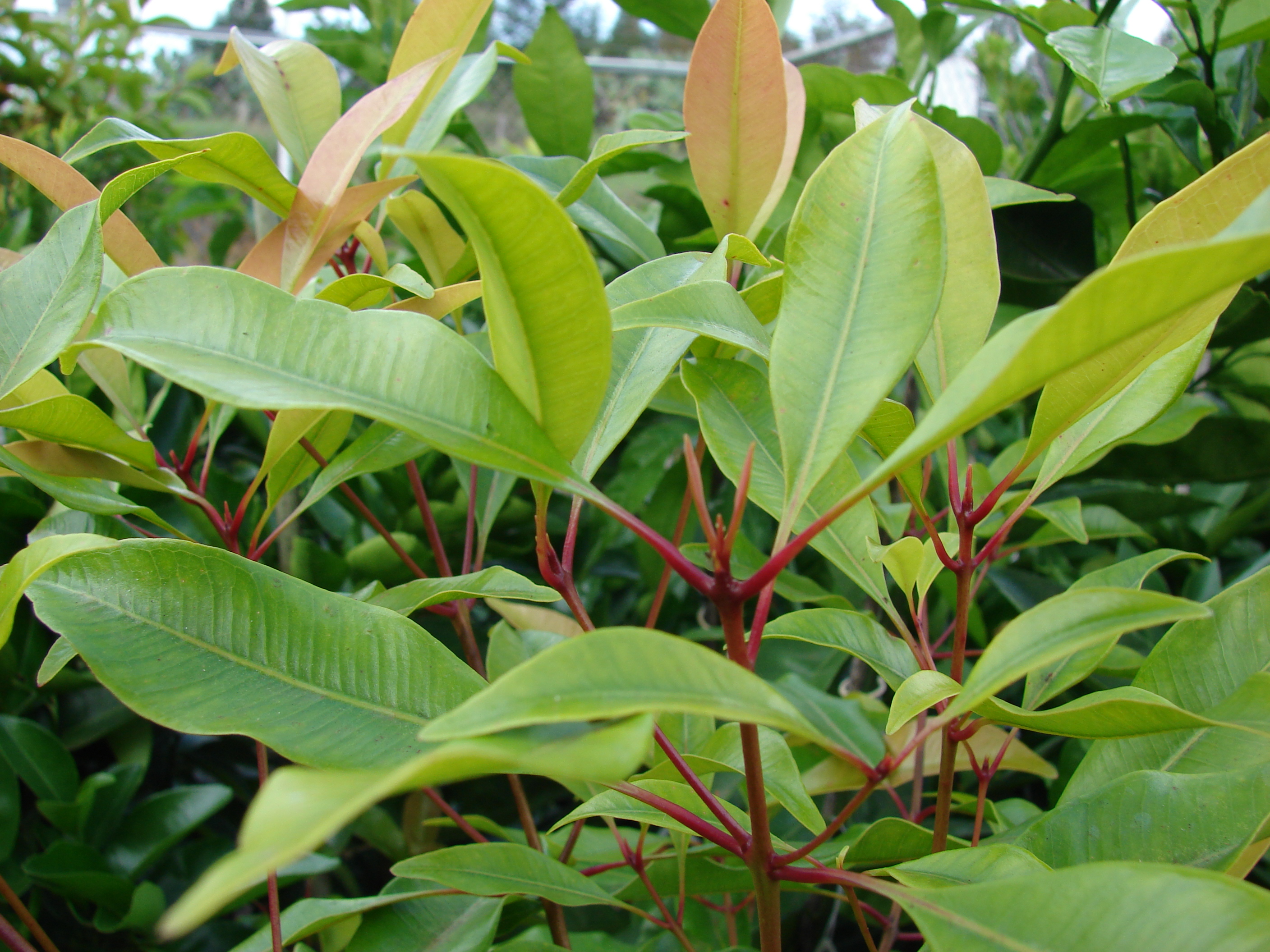
Levele
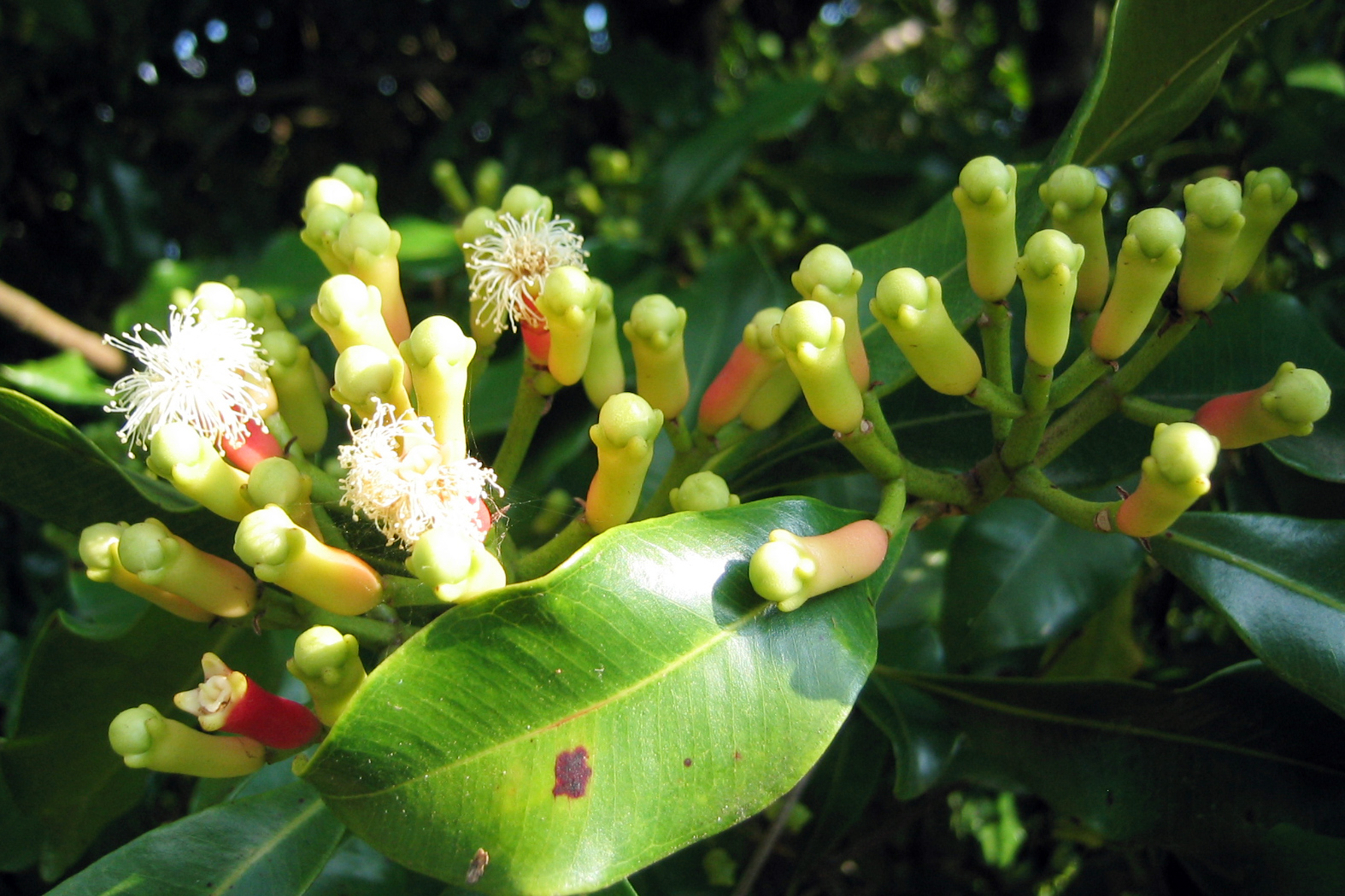
Virágai
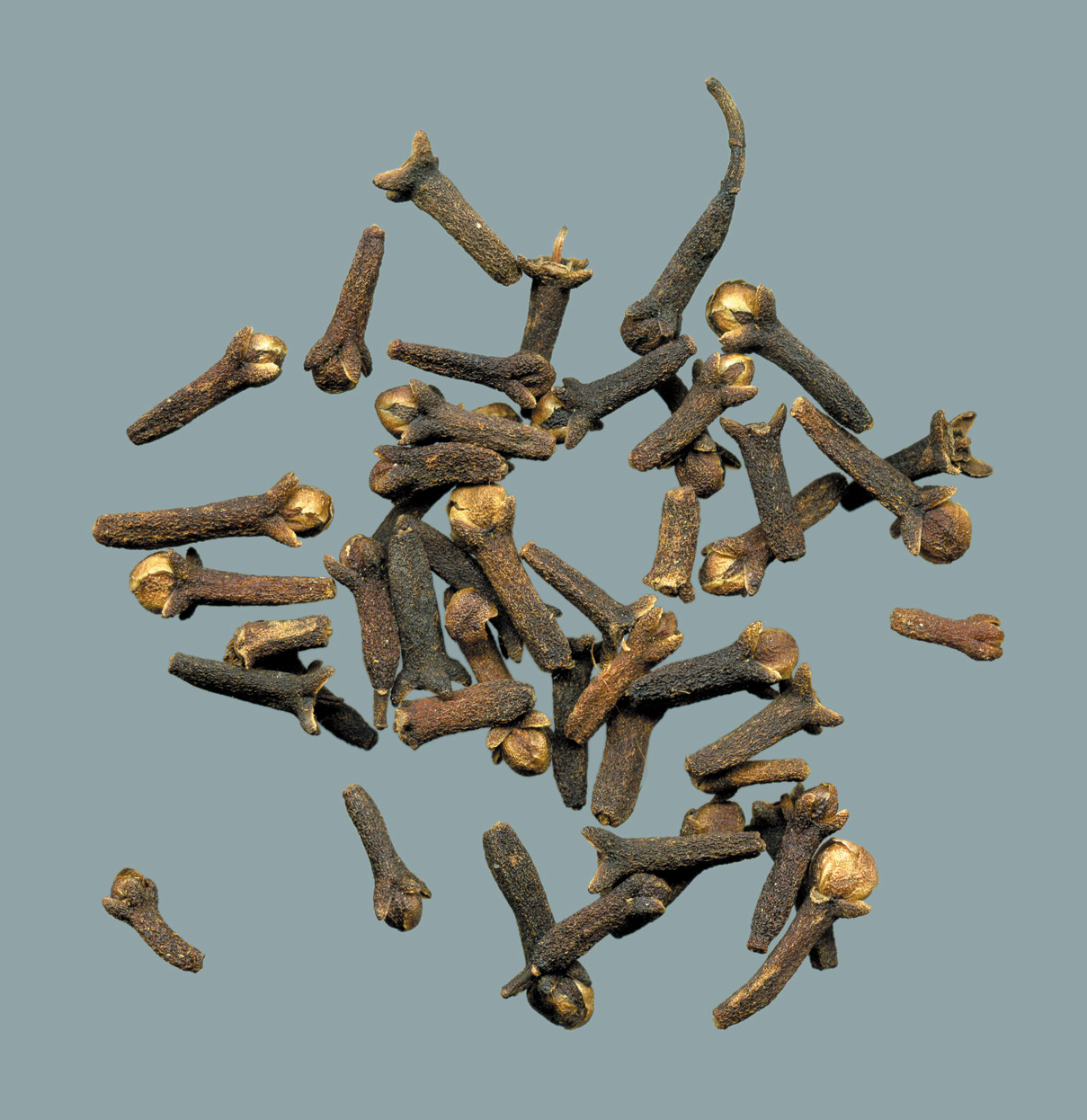
Szegfűszeg
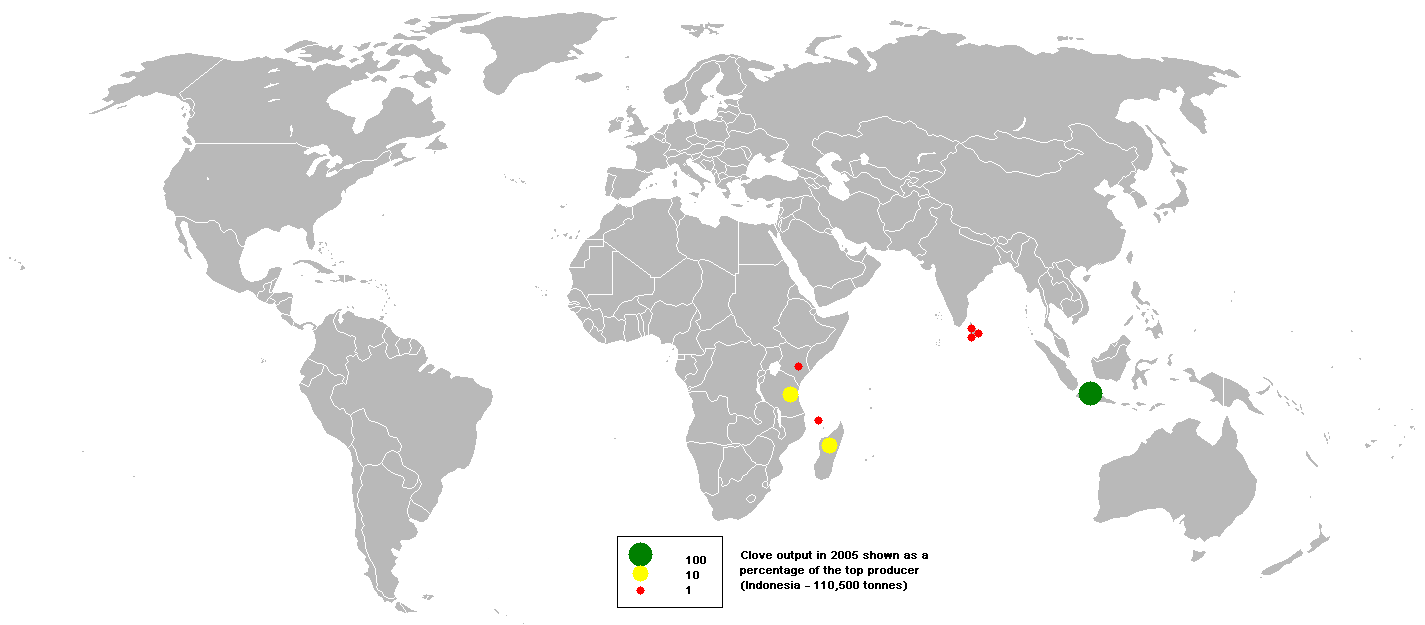
Természetes előfordulása